# Antoine de Craon (1415)
Pour les articles homonymes, voir Antoine de Craon.
Antoine de Craon, fils de Pierre de Craon le Grand mort le 25 octobre 1415.

## Biographie
Il entra dans la faction du duc de Bourgogne, et fut soupçonné d'avoir pris part à l'assassinat du duc d'Orléans en 1407. 
Il signala son courage dans les guerres par lesquelles les Bourguignons et les Orléanais déchiraient la France. Il reprit Gennevilliers aux Armagnacs en 1411. Il fut tué à la bataille d'Azincourt (1415).

## Source
« Antoine de Craon (1415) », dans Louis-Gabriel Michaud, Biographie universelle ancienne et moderne : histoire par ordre alphabétique de la vie publique et privée de tous les hommes avec la collaboration de plus de 300 savants et littérateurs français ou étrangers, 2e édition, 1843-1865 [détail de l’édition]